# Zeitinsel

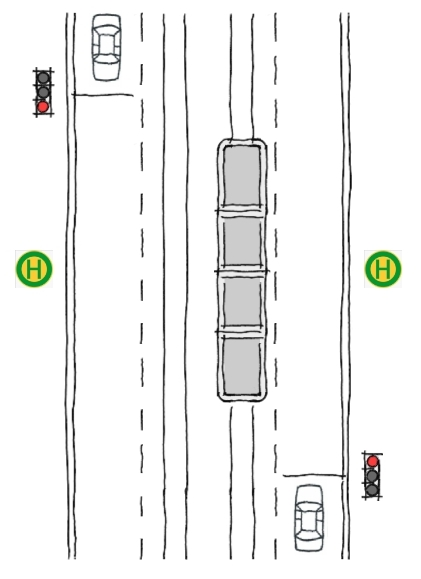
Fahrgastwechsel auf Fahrbahn

Die Zeitinsel ist eine besondere Form der Haltestelle, bei der eine Fahrbahn gequert werden muss, um vom Wartebereich zum Fahrzeug zu gelangen. In der neueren Literatur wird sie als dynamische Haltestelle bezeichnet. Um einen sicheren Fahrgastwechsel zu ermöglichen, wird der von den Fußgängern zu querende Fahrbahnteil mittels einer Ampel kurzzeitig für den Fahrzeugverkehr gesperrt. Dadurch entfallen die ansonsten notwendigen baulichen Einrichtungen, wie beispielsweise eine Mittelinsel zur Sicherung des Fahrgastwechsels. Die notwendigen Bestandteile einer Haltestelle (Unterstand, Sitzbänke, Automaten usw.) werden auf dem Gehweg errichtet. 
Die Zeitinsel wird in der Regel für Straßenbahnen, seltener für Stadtbahnen eingesetzt. Die Fahrbahn kann im Haltestellenbereich angehoben sein, um einen stufenlosen Einstieg zu ermöglichen.

## Merkmale
Die Lichtzeichen für die Kraftfahrzeuge werden automatisch durch die Straßenbahn geschaltet. Dabei unterscheidet man, je nach Bauweise der Schienen- und Fahrbahntrassen, zwei Verfahren:
- Wenn die Gleise so in die Fahrbahn eingelassen sind, dass auch Kraftfahrzeuge diese Spur nutzen können, wird das Signal erst mit der Einfahrt der Bahn in den Haltebereich geschaltet. Bei dieser Art der Schaltung kann es dazu kommen, dass Fahrzeuge, die sich parallel zur Bahn befinden, bei gelbem Ampelsignal in den Haltebereich einfahren und dadurch Fahrgäste gefährden.

- Wenn es baulich möglich ist, dass die Bahn nicht durch ein vorherfahrendes Fahrzeug blockiert wird, kann die Schaltung so rechtzeitig erfolgen, dass die Ampel bereits rot zeigt, bevor die Bahn in den Haltebereich einfährt. Die Fahrzeuge stehen dann bereits vor der roten Ampel und eine Beeinträchtigung der Fußgänger kommt nur selten vor.

## Bildergalerie
Beide Bilder zeigen eine Haltestelle in Dresden

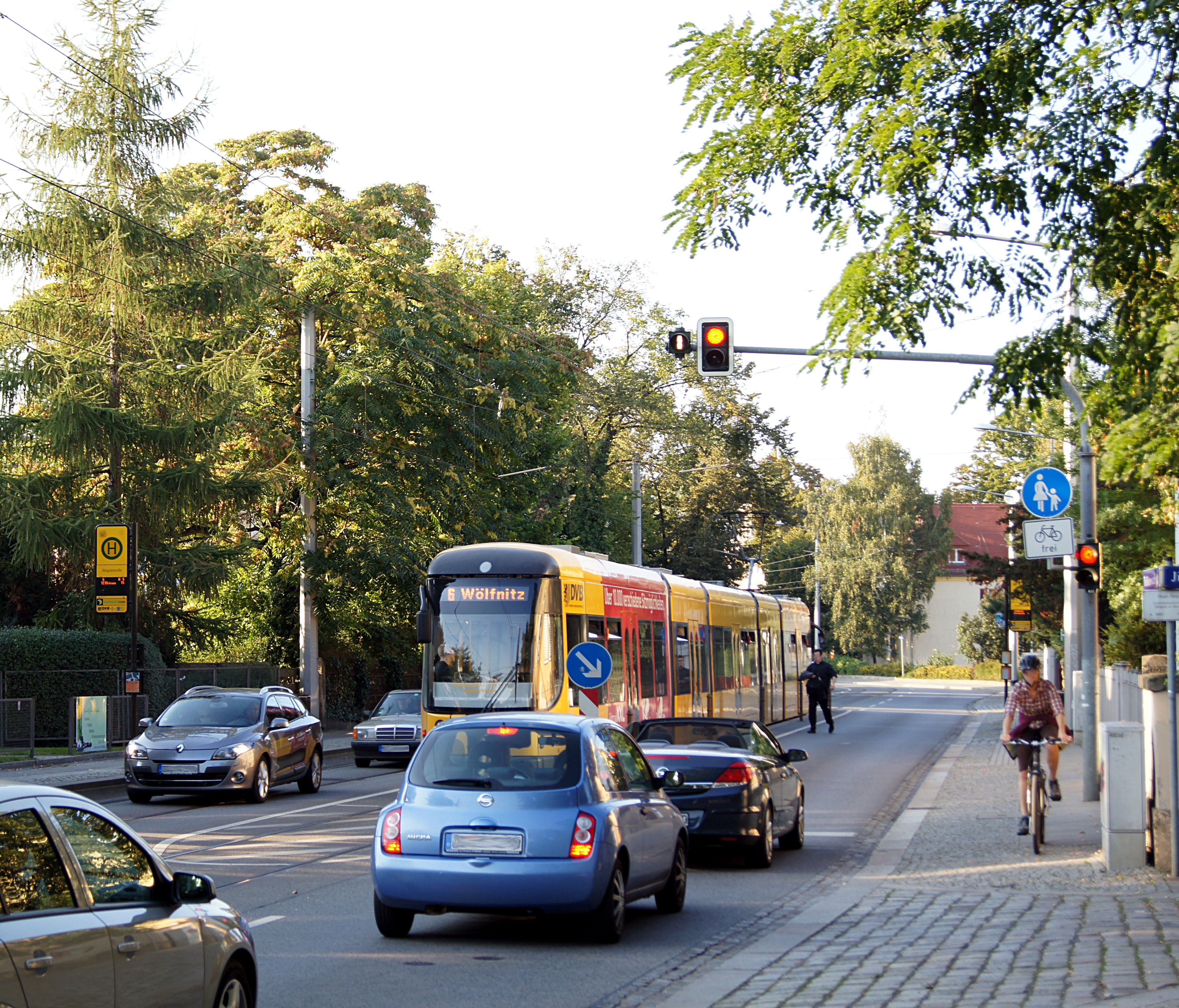
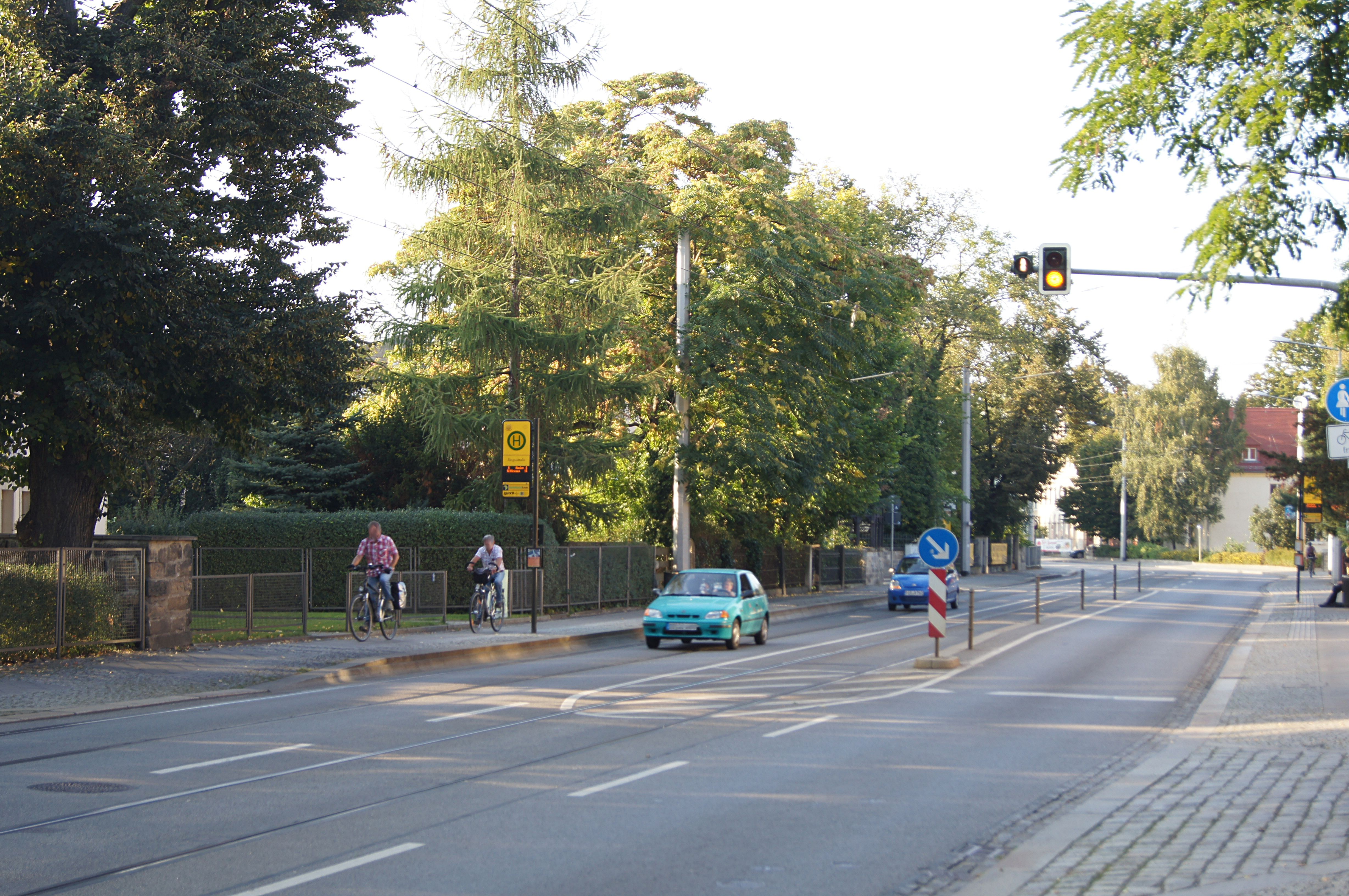